# Rainer Engemann
Rainer Engemann (* 1949 in Kempen) ist ein ehemaliger deutscher Chirurg.

## Leben
Engemann wurde 1949 in Kempen am Niederrhein geboren und ist dort auch aufgewachsen. Nach dem Besuch des Humanistischen Gymnasiums erfolgte ein Studium der Medizin in Marburg, Düsseldorf, Wien und Kiel. 1974 legte er sein Staatsexamen ab, bis 1992 erfolgte die Promotion. Es schlossen sich mehrfache Stipendienmonate in den USA und Großbritannien an. Ab 1985 war er Facharzt für Chirurgie in Kiel, seit 1991 im Teilgebiet Gefäßchirurgie, seit 2004 mit Schwerpunkt Viszeralchirurgie. 1986 erfolgte die Habilitation mit dem Titel „Die orthotope Lebertransplantation“. Von 1987 bis 1991 war er Leiter des Transplantations-Zentrums in Kiel. Von 1991 bis 1994 war er Leitender Oberarzt und stellvertretender Direktor der Chirurgischen Universitätsklinik in Würzburg. 1994 erfolgte die Berufung zum Chefarzt für die Chirurgische Klinik I in Aschaffenburg, bis 1998 war er Ärztlicher Direktor, ab 2007 „Vorsitzender der Vereinigung Bayerischer Chirurgen e.V.“. Ab 2008 war er Leiter des „Darmzentrums Bayerischer Untermain“. 2014 ging er in den Ruhestand.

## Publikationen
- Die orthotope Lebertransplantation funktionelle, morpholog. u. immunolog. Untersuchungen zur Toleranz allogener Rattenlebertransplantate (1988)
- Immunology and Its Impact on Infections in Surgery (1994), Springer Berlin Heidelberg, 253 Seiten
- Die Wirkung von Cyproteronacetat auf Samenblase, Koagulationsdrüse und Prostata der weissen Ratte: morphologische und substanzhistochemische Studien, 1976